# CHAKISM
『CHAKISM』（チャキズム）は、Chakiの初のオリジナル・アルバム。2015年12月18日にライブ会場にて発売が開始されたのち、2016年3月9日に花とポップスより全国発売された。

## 概要
SDN48のメンバーとして活動していた畠山智妃のソロ名義「Chaki」としての初のアルバム作品。本作のコンセプトは「Chakiの好きなものばかりを詰め込もう!!」。
1000枚限定で手売りを行なったシングル作品3枚を含む11曲が収録されているが、ソロデビューシングル「ナナイロード」は未収録となった。本作のトータルプロデュースは、つるうちはなが務めた。
本作は、2015年12月18日に下北沢MOSAiCで開催された「Chaki live vol.5 1st アルバムレコ発ワンマンLIVE〜一生歌い続けていいですか？〜」より販売が開始された。
2016年3月に設立されたつるうちが主宰のレーベル「花とポップス」に参加し、同レーベルより3月9日につるうちのシングル「あいゆうえにい」とあーたのアルバム『あーた』とともに全国発売された。タワーレコード、HMV、ヴィレッジヴァンガードそれぞれの店舗での購入特典として、サイン入りの生写真が付属した。
なお、Chakiは同年10月末を以て花とポップスを卒業したため、同レーベルから発売された唯一の作品となる。また、本作以降に発売されたアルバムは、いずれも配信限定でリリースされた作品であるため、本作が唯一CD作品としてリリースされたアルバム作品となる。

## 収録曲
| #         | タイトル                     | 作詞                      | 作曲               | 時間  |
| --------- | ---------------------------- | ------------------------- | ------------------ | ----- |
| 1.        | 「はるあらし」               | つるうちはな              | つるうちはな       | 3:12  |
| 2.        | 「PARTY」                    | つるうちはな              | つるうちはな       | 3:33  |
| 3.        | 「泥酔ロンリーガール」       | つるうちはな              | つるうちはな       | 3:27  |
| 4.        | 「プロントザウルス」         | 田鹿ゆういち Chaki        | 田鹿ゆういち Chaki | 3:50  |
| 5.        | 「乙女プリズム」             | つるうちはな              | つるうちはな       | 3:08  |
| 6.        | 「高嶺の花」                 | 郷拓郎                    | 郷拓郎             | 5:39  |
| 7.        | 「smile tune〜笑顔の約束〜」 | チームちさき つるうちはな | つるうちはな       | 3:51  |
| 8.        | 「フリージャジー」           | 橋口靖正                  | 橋口靖正           | 4:45  |
| 9.        | 「恋がしたい!」              | つるうちはな              | つるうちはな       | 4:03  |
| 10.       | 「笑顔は世界を救う」         | Chaki つるうちはな        | Chaki つるうちはな | 5:26  |
| 11.       | 「走る」                     | つるうちはな              | つるうちはな       | 4:14  |
| 合計時間: | 合計時間:                    | 合計時間:                 | 合計時間:          | 45:08 |

## 曲の解説
1. はるあらし
配信アルバム『ナムアミ・ラブ・ミー・テンダー』にも収録されている。
2. PARTY
  - 3rdシングル（1000枚限定手売りシングル第2弾）「PARTY／プロントザウルス」の1曲目

配信アルバム『泣かぬは損good!!』にも収録されている。
3. 泥酔ロンリーガール
配信アルバム『寝ても覚めても私なの』にも収録されている。
4. プロントザウルス
  - 3rdシングル（1000枚限定手売りシングル第2弾）「PARTY／プロントザウルス」の2曲目

配信アルバム『寝ても覚めても私なの』にも収録されている。
5. 乙女プリズム
配信アルバム『寝ても覚めても私なの』にも収録されている。
6. 高嶺の花
  - 4thシングル（1000枚限定手売りシングル第3弾）「走る」のカップリング曲

配信アルバム『泣かぬは損good!!』にも収録されている。
7. smile tune〜笑顔の約束〜
配信アルバム『泣かぬは損good!!』にも収録されている。
8. フリージャジー
配信アルバム『ナムアミ・ラブ・ミー・テンダー』にも収録されている。
9. 恋がしたい!
  - 2ndシングル（1000枚限定手売りシングル第1弾）

配信アルバム『ナムアミ・ラブ・ミー・テンダー』にも収録されている。
10. 笑顔は世界を救う
  - 2ndシングル（1000枚限定手売りシングル第1弾）「恋がしたい」のカップリング曲

配信アルバム『寝ても覚めても私なの』にも収録されている。
11. 走る
  - 4thシングル（1000枚限定手売りシングル第3弾）

配信アルバム『泣かぬは損good!!』にも収録されている。